# Список умерших в 515 году
В этой статье представлен список известных людей, умерших в 515 году.
См. также: Категория:Умершие в 515 году

## Дата смерти неизвестна или требует уточнения
- Абран, святой, отшельник бретонский.
- Ариадна, августа, дочь византийского императора Льва I, супруга византийских императоров Зенона и Анастасия I.
- Джураш, правитель всех гуннских племён.
- Евфрасий Клермонский, местночтимый святой Клермонской архиепархии Католической церкви, епископ Клермона (491—515).
- Максентий Агдский, святой игумен из Пуату.
- Мерхвин Безумный, правитель Горвинеда (480—515).
- Онгентеов, полулегендарный король свеев из династии Инглингов (Скильфингов).
- Фань Чжэнь, китайский философ, идеолог антибуддистской пропаганды.

| Список умерших в 514 году | Список умерших в 515 году | Список умерших в 516 году |